# Carl Ludwig von Baudissin
Carl Ludwig rigsgreve von Baudissin (født 4. september 1756 på Knoop, død 1. marts 1813 i Kiel) var en holstensk adelsmand og dansk officer og diplomat, bror til Heinrich Friedrich von Baudissin.
Baudissin var søn af kursachsisk general og kommandant i Dresden, rigsgreve Heinrich Christopher von Baudissin (12. juli 1709 – 4. juni 1786) og Susanne Magdalene Elisabeth f. rigsgrevinde af Zinzendorf (14. december 1723 – 14. oktober 1785).
Han blev født i Sønderjylland på godset Knoop, en af faderens mange besiddelser i Hertugdømmerne,
men blev opdraget i Dresden. Bestemt til den militære løbebane fik Baudissin i sit 16. år udnævnelse som sachsisk officer, studerede i Strasburg og gjorde derefter for sin yderligere uddannelse en 4-årig rejse i Tyskland, Frankrig og England. Efter hjemkomsten blev han 1778 ansat i den sachsiske generalstab og 1785 major, men da der ved faderens død bl.a. tilfaldt ham i arv godserne Rantzau og Lammershagen i Holsten, trådte han 1787 i dansk statstjeneste, blev kammerherre og udnævntes til oberstløjtnant, først ved Norske Livregiment, derpå ved Sjællandske Infanteriregiment, hvor han 1790 blev oberst og 3 år senere regimentschef. 1801 blev han generalmajor og hvid ridder, 1803 chef for Kongens Regiment, 1806 kommandør for Livgarden til Fods, og i 1807 overdroges ham kommandantskabs- og guvernementsforretningerne i København.
Disse poster udfyldte han dog til dels kun af navn, for allerede 1801 var han blevet udnævnt til overordentlig gesandt i Preussen og afløstes først i denne stilling 1808, efter at den sønderlemmede stat foreløbig havde tabt al betydning udadtil. Som sendemand i den bevægede periode ved dette nabohof med dets tvetydige og vaklende politik gjorde Baudissin sig bemærket ved agtpågivenhed og kløgt, og han vandt tillige særlig kronprinsens yndest ved den interesse, han skænkede det preussiske soldatervæsen, og de flittige beretninger, han herom hjemsendte. Efter afslutningen af sin diplomatiske virksomhed overtog Baudissin på ny sine militære funktioner, blev 1810 generalløjtnant, samme år virkelig kommandant i København og 1813 guvernør. Han havde tillige sæde i kommissionen, der i 1808 udarbejdede reglerne for Dannebrogordenens udvidelse og blev Ordenskapitlets ordensmarskal.
Baudissin ægtede 24. juni 1785 Sophie Louise Charlotte grevinde von Dernath, datter af rigsgreve Friedrich Otto von Dernath til Hasselburg og Christine Elisabeth f. von Plessen. Han døde 1. marts 1814 i Kiel.